# David Bispham

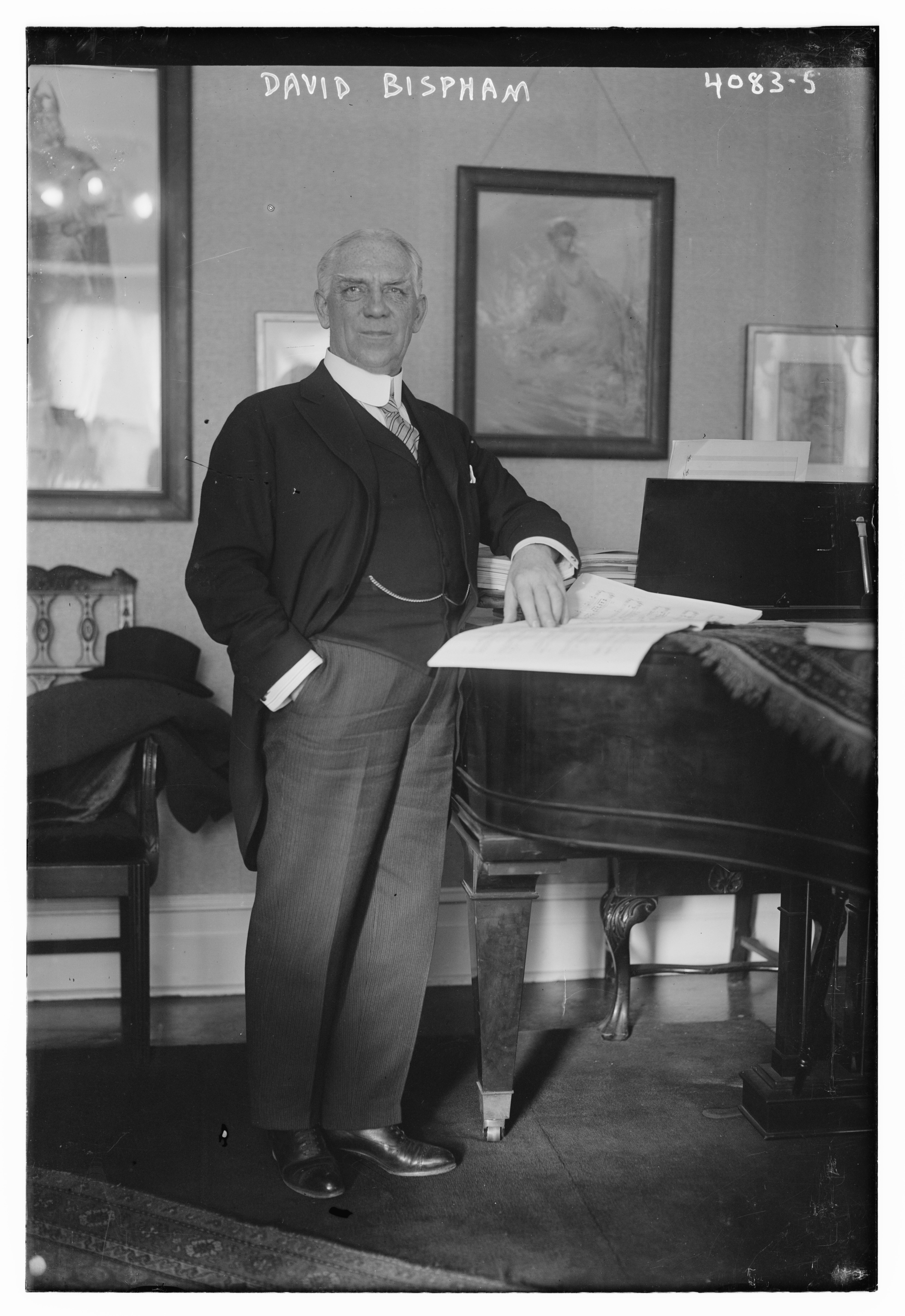
David Bispham tra il 1915 ed il 1920 c.ca

David Bispham, nome completo David Scull Bispham (Filadelfia, 5 gennaio 1857 – Manhattan, 2 ottobre 1921), è stato un baritono statunitense.

## Biografia
David Bispham nacque il 5 gennaio 1857 a Filadelfia, figlio unico di William Danforth Bispham e Jane Lippincott Scull. Entrambi i genitori di Bispham erano membri della Society of Friends. Nel 1867 la famiglia si trasferì a Moorestown-Lenola, nel New Jersey. Nel 1872 Bispham entrò nell'Haverford College, dove si laureò nel 1876. Dopo la laurea Bispham entrò nel settore della lana con i fratelli di sua madre, continuando nel frattempo a sviluppare il suo talento musicale come dilettante. Bispham apparve in numerose esibizioni musicali durante la sua infanzia, nonostante non avesse una formazione musicale ufficiale.
Nel 1885 Bispham sposò Caroline Russell, figlia del generale Charles Sawyer Russell. Avrebbero avuto quattro figli: Jeanette, Vida, Leonie e David. I Bispham andarono in luna di miele in Europa e quando tornarono a Filadelfia, Bispham trovò lavoro con la Lehigh Valley Railroad. Mentre lavorava con la ferrovia, Bispham trascorreva il suo tempo libero cantando nei club locali ed in un coro della chiesa episcopale di Filadelfia.

### Inizi della carriera
A ventotto anni andò in Europa, studiando canto a Firenze con Luigi Vannuccini ed a Milano con Francesco Lamperti. Studiò anche a Bayreuth. Nel 1891 fu scelto tra una cinquantina di candidati per interpretare il ruolo del Duc de Longueville in una rappresentazione londinese de La Basoche di André Messager; questo segnò la sua prima apparizione professionale su un palcoscenico.

### Covent Garden
Fu ingaggiato dalla Royal Opera House del Covent Garden per cantare la parte di Beckmesser ne I maestri cantori di Norimberga di Richard Wagner nel giugno 1892. Questa produzione prevedeva anche Jean de Reszke, Emma Albani e Jean Lassalle negli altri ruoli principali. De Reszke si ammalò durante le prove e la produzione dovette essere annullata. Il giorno della cancellazione, tuttavia, a Bispham fu chiesto di sostituire il giorno seguente Kurwenal nel Tristano e Isotta di Wagner, sotto la direzione di Gustav Mahler. Questo fu il primo ruolo wagneriano di Bispham. Secondo il suo libro di memorie, di cui sotto, Bispham aveva precedentemente appreso quel ruolo e molti altri seguendo il consiglio di un medium durante una seduta. Il suo successo gli portò un contratto per il Covent Garden, dove apparve, principalmente in ruoli wagneriani, per tutte le stagioni tranne due.

### Carriera statunitense

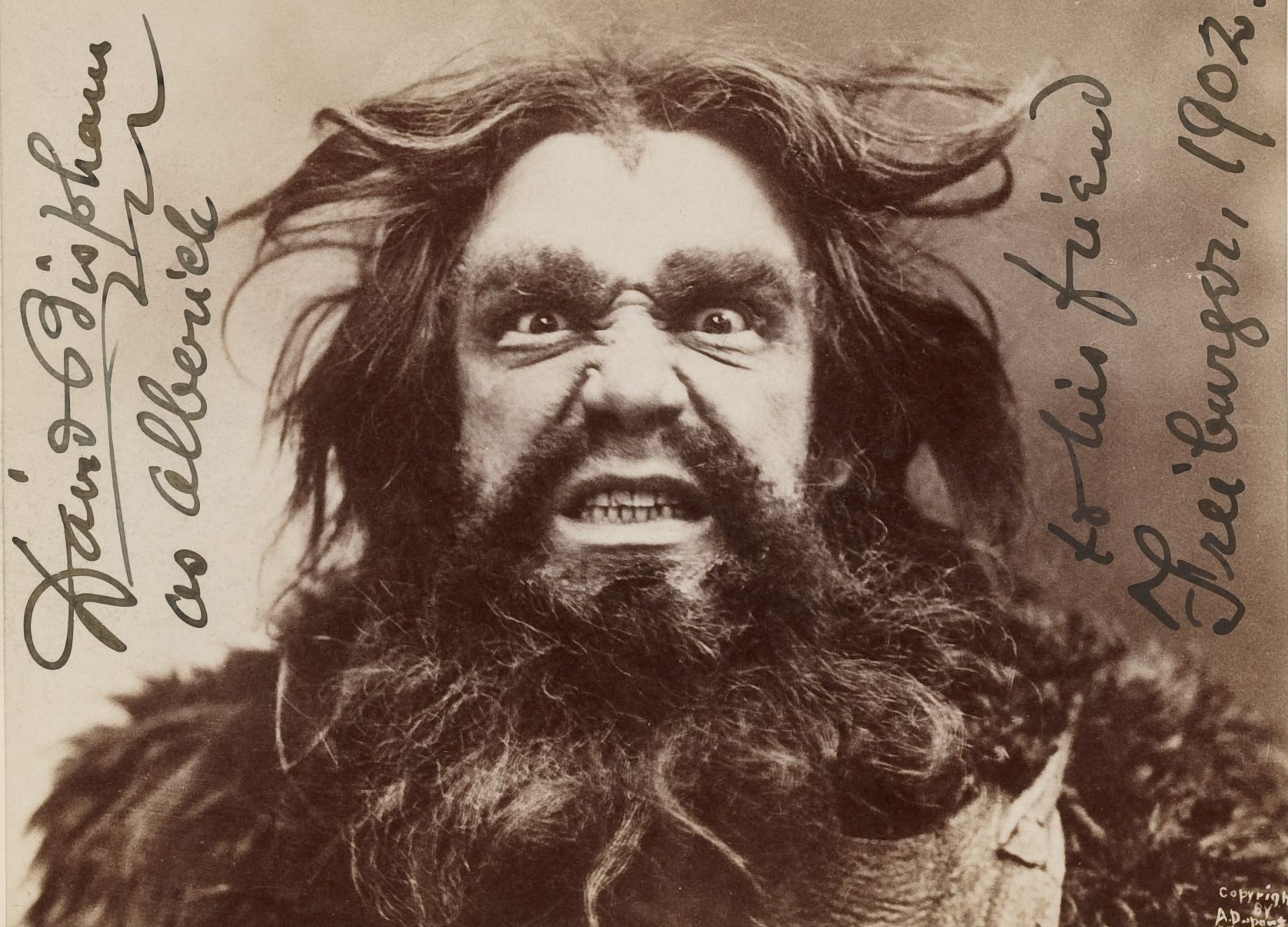
David Bispham nel ruolo di Alberico nel Sigfrido, circa nel 1902

Bispham fece il suo debutto americano, ancora una volta con Wagner, al Metropolitan Opera di New York il 18 novembre 1896; quella sera cantò il ruolo di Sisto Beckmesser ne I maestri cantori di Norimberga. Rimase nella compagnia fino al 1903, cantando ruoli principalmente wagneriani; apparve anche nella prima americana di Manru di Ignace Paderewski e Der Wald di Ethel Smyth. Bispham fu importante nel determinare la carriera di Carrie Jacobs-Bond poiché nel 1901 tenne un recital esclusivamente con canzoni da lei scritte allo Studebaker Theater di Chicago. Dopo il 1903 le apparizioni liriche di Bispham furono poche e dedicò la maggior parte del suo tempo ai recital, con i quali ebbe molto successo. Si faceva in vanto di cantare le versioni inglesi di brani di compositori come Ludwig van Beethoven, Franz Schubert e Robert Schumann.
Nel 1916 apparve in una versione inglese del L'impresario teatrale di Wolfgang Amadeus Mozart a New York. L'esibizione ebbe un tale successo che portò alla formazione della Society of American Singers; la compagnia, con l'ispirazione di Bispham, diede tre stagioni di opere comiche in inglese. L'impegno di Bispham per l'opera in inglese portò anche, dopo la sua morte, alla creazione del Bispham Memorial Medal Award, da assegnare ad opere in inglese di compositori americani. Era un "forte" sostenitore dell'esecuzione di musica vocale nella lingua del pubblico.
Era un amico intimo del soprano americano Lillian Nordica, con il quale viaggiò in Australia durante il suo ultimo tour prima della sua morte. Era anche un frequente collega professionista dei fratelli De Reszke (Jean e Edouard), Olive Fremstad, Ernestine Schumann-Heink e Dame Clara Butt, tra i cantanti e Hans Richter, Arthur Nikisch, Felix Mottl, Anton Seidl e Walter Damrosch, tra i direttori d'orchestra. L'ambientazione di Damrosch di Danny Deever di Rudyard Kipling, cantata da Bispham, divenne una delle preferite del presidente Theodore Roosevelt.
Bispham fu il primo cantante a presentare al pubblico americano Vier ernste Gesänge e Magelone Lieder di Brahms nella stagione dei concerti del 1896-97. Bispham cantò anche l'oratorio di Horatio Parker, Hora Novissima, nel 1897 (con Johanna Gadski, Gertrude May Stein ed Evan Williams come altri solisti). Al suo immediato ritorno in Gran Bretagna, fornì una copia della partitura ad Hans Richter, che portò la première del pezzo a Worcester, in Inghilterra, ed al Festival of the Three Choirs.
Nel 1908, ricevette l'adesione onoraria nazionale al Phi Mu Alpha Sinfonia.
Quando la Jacobs-Bond pubblicò A Perfect Day nel 1910, aggiunse l'intestazione "Come cantata dal signor David Bispham" sopra il titolo (l'intestazione appare a p. 3 dello spartito). La Jacobs-Bond scrisse A Perfect Day nel 1909 e lo pubblicò per la prima volta nel 1910.

### Morte
Bispham morì a Manhattan, New York City il 2 ottobre 1921.Fu sepolto nel cimitero di Laurel Hill a Filadelfia. La sua vedova e sua figlia hanno contestato il suo testamento nel tribunale per le successioni, sostenendo che vi era stata un'indebita influenza.

## Eredità
Scrisse un libro di memorie della sua carriera professionale chiamato A Quaker Singer's Recollections, pubblicato da Macmillan nel gennaio 1920. Sebbene non faccia alcun riferimento alla sua vita personale, al suo matrimonio o ai suoi figli, il libro è una preziosa visione della vita e dei tempi del cantante lirico internazionale del suo tempo e fonte di molte informazioni di prima mano sullo stato dell'arte vocale e in particolare sul repertorio di un cantante dell'epoca.
La sua eredità sopravvive sotto forma di registrazioni grammofoniche di canzoni e arie, alcune delle quali sono state ristampate su CD. Ha anche aperto la strada ad eccezionali baritoni americani delle generazioni successive come Clarence Whitehill, Richard Bonelli, Arthur Endrèze, John Charles Thomas, Lawrence Tibbett, Leonard Warren e Robert Merrill.